# Актуарии в России
Актуарий, в соответствии с Федеральным законом от 02.11.2013 № 293-ФЗ «Об актуарной деятельности в Российской Федерации», — это физическое лицо, осуществляющее на профессиональной основе в соответствии с трудовым договором или гражданско-правовым договором актуарную деятельность и являющееся членом саморегулируемой организации актуариев. При этом Закон отдельно выделяет понятие «ответственный актуарий» — это актуарий, сведения о котором внесены уполномоченным органом в единый реестр ответственных актуариев, который имеет право осуществлять в соответствии с трудовым договором или гражданско-правовым договором подготовку актуарного заключения для направления его в уполномоченный орган и несет ответственность за обоснованность содержащихся в таком заключении выводов в соответствии с законодательством Российской Федерации".
Также Закон определяет среди прочих следующие термины:
- актуарная деятельность — деятельность по анализу и количественной, финансовой оценке рисков и (или) обусловленных наличием рисков финансовых обязательств, а также разработке и оценке эффективности методов управления финансовыми рисками;

- объект актуарной деятельности — деятельность органов и организаций в части финансовых рисков и (или) выполнения обусловленных наличием рисков финансовых обязательств, которая подлежит актуарному оцениванию или в отношении которой осуществляется иной вид актуарной деятельности.

Регулятором в сфере актуарной деятельности в России выступает Центральный Банк Российской Федерации.
Закон «Об актуарной деятельности в Российской Федерации» устанавливает объекты, подлежащие обязательному актуарному оцениванию:

Статья 3. Обязательное актуарное оценивание

 1. Объектом обязательного актуарного оценивания является деятельность:

 1) уполномоченного органа при разработке страховых тарифов по обязательному страхованию;

 2) негосударственных пенсионных фондов;

 3) страховых организаций;

 4) обществ взаимного страхования.
— Закон «Об актуарной деятельности в Российской Федерации»

### Организация деятельности
В 2002 году в России было создано некоммерческое партнерство «Гильдия актуариев», ставшее правопреемником «Общества актуариев» и вступившее в Международную актуарную ассоциацию (International Actuarial Association — IAA).
Гильдия актуариев издает журнал «Актуарий».
31 октября 2013 года актуариями — членами Актуарного комитета Национальной ассоциации негосударственных пенсионных фондов (НАПФ) создана ещё одна организация актуариев — «Ассоциация профессиональных актуариев» (АПА).
Первый список ответственных актуариев, внесенных в реестр без проведения аттестации был сформирован ЦБ РФ в марте 2014 года. Эти актуарии должны были вместе с ЦБ РФ разработать программу квалификационного экзамена на получение статуса ответственного актуария.
После вступления в действие Закона об актуарной деятельности в 2013 году, статус саморегулируемых организаций актуариев был получен обоими организациями - АПА и «Гильдией актуариев». По состоянию на 2021 год в обоих организациях состояло, суммарно, около 300 человек, а их численность была приблизительно одинаковой.